# Белзький замок
Белзький замок —  зруйнований, колишній замок у містечку Белз, Львівської області.

## Історія
Замок було побудовано в середині ХІ століття. Місто Белз вперше у літописних хроніках згадується під 1030 р. В 1170–1462 рр. Белз стає центром однойменного князівства, тут владарюють Рюриковичі.
Однак, замок був частково зруйнований монголо-татарами у 1241 році.
Після відродження міста замок через декілька десятиліть був також відбудований.

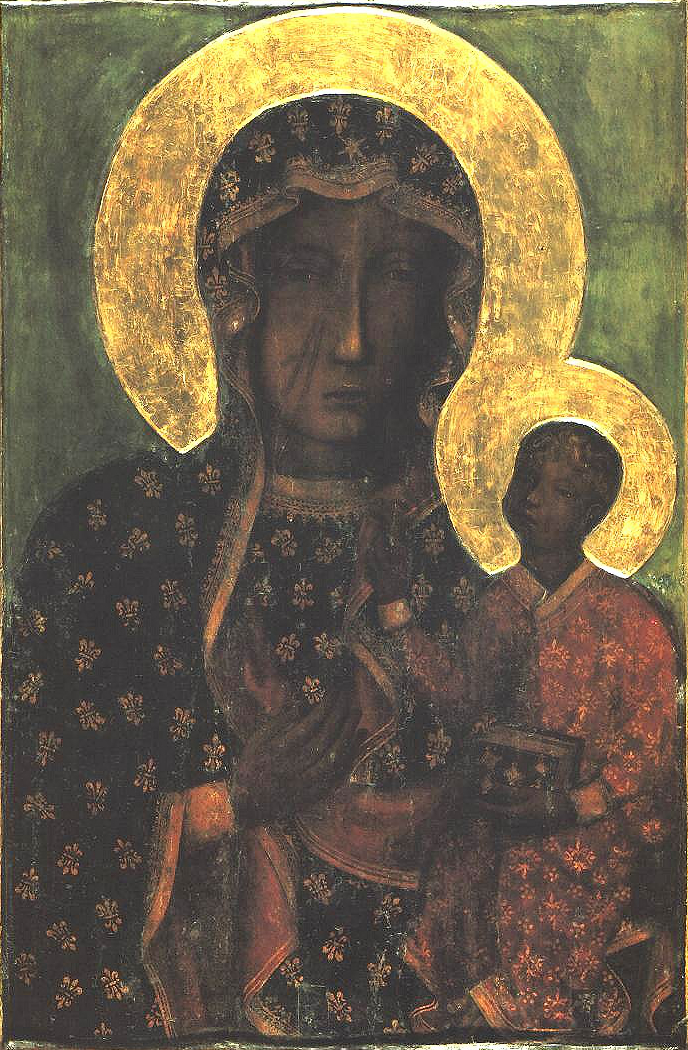
Ченстоховська Ікона Божої Матері, що зберігається з 1382 р. в Ясногорському монастирі

З ХІІ століття у замку зберігалась так звана «Ченстоховська богородиця». За переказами цю ікону ще в XII столітті привезла з Константинополя якась візантійська принцеса, правдоподібно дружина одного із белзьких князів. Ікона переховувалась у замковій церкві й «чудом» збереглась під час татарської навали 1241 року.
За іншою легендою, під час штурму монголо-татарів захисники міста розмістили Ікону Пречистої Діви на стіні замку. Однак, стріла з ординського лука поцілила у шию Богоматері, здійнялася сильна буря, що дуже налякала завойовників. У ворожому таборі виникли незгоди, і було вирішено відступити.
У 1382 році намісник угорського короля князь Владислав Опольський, коли у нього закінчились права на місто, вивіз ікону богородиці з Белзького замку в Польщу до Ченстохови, де вона зберігається і понині.
В 1655 році він був зруйнований козаками Богдана Хмельницького.
На початку XVIII ст. місто спалили також і шведи.

## Вигляд замку
Замок мав чотирикутну форму. Його площа близько 4 гектарів. Навколо він був оточений земляним валом з дерев'яними баштами та глибоким ровом. Крім того, місто Белз омивалося водами річок Солокії та Річиці. В середині міста знаходився внутрішній вал, що поділяв його територію на «дитинець» — фортецю, і «посад» — житлово-господарську частину міста. З фортецею місто було з'єднане греблею.
Наприкінці XV століття замок мав дерев'яні, обліплені глиною мури з такими ж дерев'яними бастіонами і оборонними баштами. Описи 1575,1620,1655 років свідчать, що замок протягом XVI–XVII століть, не змінювався.

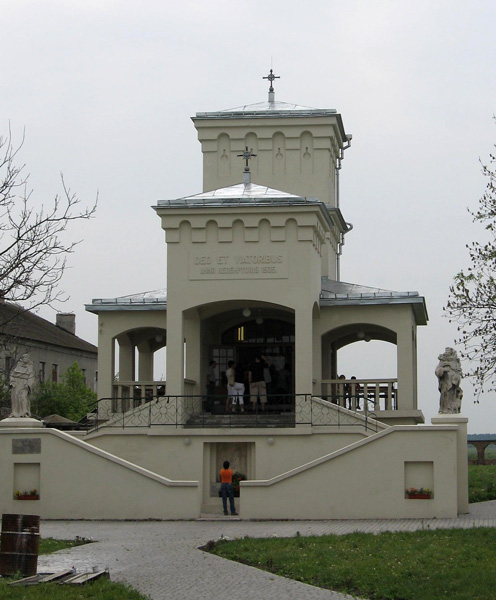
Каплиця св. Валентина

## Сучасність
Місцевість, де знаходився замок, нині має назву Замочок. Там розташовані — церква Миколи і каплиця святого Валентина.
Збереглася одна із міських башт, що датується 1606 р. За свідченнями істориків тут був міський архів, де зберігалися усі важливі документи Белза